# Jurčová
Jurčová (671 m) – najdalej na północ wysunięty szczyt w paśmie górskim Magury Orawskiej na Słowacji. Znajduje się w pobliżu granicy polsko-słowackiej. Jego zachodnie stoki opadają do Jeziora Orawskiego, po wschodniej stronie podnóży prowadzi europejska droga E77.
Jurčová to zupełnie niewybitne i porośnięte lasem wzniesienie. Nie prowadzi przez nie żaden szlak turystyczny.